# Alfred Bem
Alfred Ludwigowicz Bem, ros. Альфред Людвигович Бем (ur. 6 maja 1886 roku w Kijowie, zm. prawdopodobnie w 1945 roku) – rosyjski bibliotekarz, emigracyjny działacz społeczno-kulturalny, literaturoznawca, krytyk literacki, wykładowca akademicki, publicysta i pisarz.

## Życiorys
Ukończył studia na uniwersytecie w Kijowie, zaś w 1908 roku rozpoczął studia na wydziale historyczno-filologicznym uniwersytetu w Petersburgu. W 1911 roku wyrzucono go z uniwersytetu za udział w manifestacjach studenckich. Pracował w oddziale rękopisów Biblioteki Rosyjskiej Akademii Nauk. Następnie był bibliotekarzem Petersburskiej Akademii Duchownej. Zainicjował i współredagował 5-tomową serię bibliograficzną pt. „Obozrienije trudow po sławianowiedieniju”. Redagował też zbiory pt. „Tołstoj, pamiatniki tworczestwa i żyzni”. W 1918 roku napisał książkę pt. „K ujasnieniju istoriko-litieraturnych poniatij”. Pod koniec 1919 roku wyjechał do Królestwa Serbów, Chorwatów i Słoweńców. Zamieszkał w Belgradzie. Jesienią 1920 roku przybył do Warszawy, gdzie zaangażował się w działalność rosyjskiej grupy poetyckiej „Tawierna poetow”. Pisał też artykuły do pisma „Swoboda”. Od 1922 roku przebywał w Pradze. Objął funkcję Rosyjskiego Biura Pedagogicznego i redaktora jego biuletynu. Jednocześnie zainicjował grupę literacką „Skit poetow”. Następnie wykładał literaturę rosyjską i język rosyjski na uniwersytecie w Pradze i w instytucie pedagogicznym. W 1925 roku zainicjował seminarium uniwersyteckie dotyczące twórczości Fiodora Dostojewskiego. Był jednym z przywódców ugrupowania politycznego Chłopska Rosja - Robotnicza Partia Chłopska. Od 1930 roku działał w organizacji „Obszczestwo Dostojewskogo”. W 1932 roku otrzymał tytuł doktora w uniwersytecie niemieckim. W 1933 roku został członkiem Praskiego Kręgu Lingwistycznego. Był autorem kolejnych publikacji pt. „Tajna licznosti Dostojewskogo” (1928), „U istokow tworczestwa Dostojewskogo” (1936), „O Puszkinie” (1937), „Dostojewskij. Psichoanaliticzeskije etiudy” (1938). Ponadto pisał liczne artykuły i recenzje literackie do prasy emigracyjnej. Po wyzwoleniu Pragi przez Armię Czerwoną na początku maja 1945 roku został aresztowany przez Sowietów. Dalsze jego losy są nieznane. Według różnych wersji albo popełnił samobójstwo, albo został zamordowany jeszcze w Pradze, albo zginął w drodze do łagru. Osobiste archiwum Bema weszło w skład Archiwum Literackiego Narodowego Muzeum Literatury i Bibliotece Słowiańskiej w Pradze.